# Mandátum (jog)
A mandátum (vagy képviselői mandátum) a mai szóhasználatban általában választók általi választással adott megbízatás, cselekvési felhatalmazás illetve ennek a jogi kerete. Ritkábban  - létrejöhet választás helyett - delegálással, kinevezéssel vagy megbízatással is. A mandátum lehet szabad vagy kötött. A mandátumok szabályait jogszabályokkal (törvény) vagy házszabályban, alapító okiratban szervezeti és működési szabályzatban rögzítik. 
Magyarországon 1990 óta az országgyűlési illetve önkormányzati választással a képviselők szabad mandátuma jön létre. A listás képviselők megbízásának halál vagy más okból való megszűnése esetén nem pótválasztásnak, hanem a képviselőt jelölő szervezet (választás előtt rögzített) listájáról való delegálásnak van helye.
A kötött mandátum a jellemző a diplomaták  és más külföldi megbízottak esetében.
A politikai nyelvben a mandátum kifejezést esetenként felhatalmazás, felhatalmazottság értelemben is használják.

## Története
Története a római jogig nyúlik vissza. Az ókori Rómában eredetileg csak magánszemélyek közötti megbízásra vonatkozott később kiterjedt a közhivatalnoki és más közcélú megbízásokra is. A parlamenti demokrácia fejlődésével nyerte mai értelmét. 

## Keletkezése
A választással szerezhető mandátum keletkezéséhez a megválasztás ténye, a megbízólevél átadása, a mandátum hitelesítése és pl. az országgyűlési képviselők esetében a képviselői eskü letétele szükséges. A mandátumokkal kapcsolatos teendőkre szokás szerint mandátumvizsgáló bizottságot küldenek ki.

## Szabad vagy kötött mandátum
A szabad vagy kötött mandátum azt jelöli, hogy az adott képviselő erkölcsi jellegű (lelkiismereti illetve politikai) kötelezettségein kívül vannak-e egyéb kötelezettségei, amelyeket a választói (az általa képviselt személyek)  irányában teljesíteni köteles. Az utóbbi esetben előfordulhat, hogy a választók véleményének előzetes kikérése vagy utólagos megerősítése szükséges.

## Megszűnése
A szabad mandátum megszűnéséről a választással kapcsolatos törvény rendelkezik.
A kötött mandátumhoz kapcsolódhat a  választott képviselő esetén a visszahívás, diplomata és más megbízott esetén a visszarendelés.